# 左派ポピュリズム
左派ポピュリズム（さはポピュリズム、英: Left-wing populism）は左翼政治とポピュリストの主張とを結びつける政治的イデオロギーである。左翼ポピュリズム（さよくポピュリズム）とも呼ばれる。左派ポピュリズムの指摘はしばしば反エリート感情、エリートたちが創った制度への批判、そして「庶民」を支持する発言から成る。他方で、伝統的保守政党にとって重要な階級社会イデオロギーは左派ポピュリストにとってはそれほど重要ではない。左派ポピュリストは皆、他者を排除することがなく、彼らは平等主義の理念に依拠していると考えられている。ナショナリストの左派ポピュリスト運動もこれらの点は同様であり、例えばトルコのケマリズム（en:Kemalism）はこうした特徴をもっていると指摘する学者もいる。中でも少数者の権利を擁護する左派ポピュリスト政党は、「中間層ポピュリズム」（inclusionary populism）という用語を使ってきた。
2010年欧州ソブリン危機のときにギリシャの急進左派連合やスペインのポデモスが台頭してくるにつれて、ヨーロッパにおける左派ポピュリズムについての論争がますます行われるようになってきた。

## 左翼ポピュリズム性向の政党
- イタリア
  - 五つ星運動[6][7][8]
- 日本
  - れいわ新選組[9][10][11]
- 中華民国
  - 台湾民衆党
  - 時代力量[12]
- フィリピン
  - フィリピン民主党・国民の力
- トルコ
  - 国民民主主義党[13]
- セルビア
  - セルビア社会党[14]
- スロバキア
  - 方向・社会民主主義[15]
- オランダ
  - 社会党[16]
- ギリシャ
  - 急進左派連合[17]
- ドイツ　
  - 緑の党
  - 左翼党[18]
  - ザーラ・ワーゲンクネヒト同盟[19]
- フランス
  - 不屈のフランス[20][21]
- スウェーデン
  - 左翼党[22]
- ノルウェー
  - 赤[22]
- スペイン
  - ポデモス[23][24]
- ベネズエラ
  - ベネズエラ統一社会党[25][26]
- ブラジル
  - 労働者党[27]
- 欧州連合
  - 欧州統一左派・北方緑の左派同盟[28]
- アメリカ合衆国
  - 民主党の一部党派[29][30][31]
- イギリス
  - 労働者党
  - 労働党の一部党派[32][33][34]
- メキシコ
  - 国民再生運動[35]
- 南アフリカ共和国
  - 経済的解放の闘士[36]

## 関連文献
- エルネスト・ラクラウ 著、澤里岳史、河村一郎 訳『ポピュリズムの理性』山本圭（解説）、明石書店、2018年12月。ISBN 978-4-7503-4698-4。
- シャンタル・ムフ 著、山本圭、塩田潤 訳『左派ポピュリズムのために』明石書店、2019年1月。ISBN 978-4-7503-4772-1。